# Consigliere parlamentare
Il consigliere parlamentare rappresenta una carriera direttiva della Amministrazioni del Senato della Repubblica e della Camera dei deputati e dell'Assemblea regionale siciliana.

## Funzione
La loro attività è caratterizzata da funzioni di:
- organizzazione e direzione delle strutture in cui si articolano le Amministrazioni di Senato e Camera;
- revisione e controllo, con riferimento alle procedure amministrative e contabili;
- consulenza procedurale, di studio e di ricerca;
- assistenza giuridico-legale e tecnica ai senatori e deputati.

## Accesso
L'accesso alla carriera dei Consiglieri parlamentari avviene attraverso concorsi pubblici.
I concorsi per accedere alla carriera di Consigliere parlamentare prevedono di norma 4 o 5 prove scritte, tra 9 e 11 prove orali e tecniche e può essere prevista una prova selettiva preliminare.